# Angela Cannings

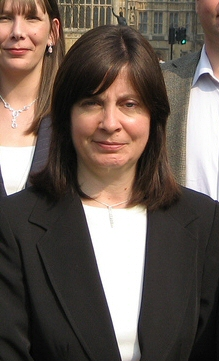
Angela Cannings buiten het Palace of Westminster.

Angela Cannings is in 2002 in Engeland onterecht veroordeeld voor moord op haar zeven weken oude zoon, Jason, die in 1991 overleed, en voor moord op haar 18 weken oude zoon, Matthew, die in 1999 overleed. Haar eerste baby, Gemma overleed ook door wiegendood in 1989, ze was toen 13 weken oud. Desondanks werd Angela nooit vervolgd voor Gemma’s dood.
Haar veroordeling (waarvoor ze een levenslange gevangenisstraf kreeg opgelegd) was gebaseerd op de bewering dat Angela haar kinderen had laten stikken, maar werd bij het hoger beroep op 10 december 2003 ongeldig verklaard. Cannings werd veroordeeld na de bemoeienis van Professor Sir Roy Meadow, een controversiële kinderarts.
Cannings zaak werd opnieuw onderzocht nadat de BBC een "Real Story" documentaire over het onderwerp had gemaakt. Het onderzoek gaf weer dat in de familie van haar vader eerder meerdere gevallen van wiegendood waren voorgekomen. Professor Michael Patton, een geneticus in St George's Hospital Medical School vertelde de BBC dat een erfelijke genetische afwijking een aannemelijke verklaring was voor de verschillende gevallen van wiegendood in de familie.

## Roy Meadow
Getuige-deskundige Professor Sir Roy Meadow werd later tijdelijk geschorst van het General Medical Council, dit was deels te danken aan het bewijs in Cannings rechtszaak. Meadow baseerde zijn berekeningen over de waarschijnlijkheid van een tweede geval van wiegendood op de veronderstelling dat de kans even groot was als in het eerste geval. De kans op een tweede geval is echter veel groter dan bij het eerste geval. Hij ging er daarnaast van uit dat de kinderen voor hun dood in goede gezondheid verkeerden, dit maakte wiegendood onwaarschijnlijk. Dit was echter tegengesteld aan de mening van andere specialisten. Cannings zei later dat ze van mening was dat hij een hoge straf verdiende voor zijn getuigenis in haar zaak en die van anderen.

## Andere zaken
De vrijspraak van Cannings en andere belangrijke zaken resulteerde in een heropening van 297 andere gevallen waar de veroordeling gebaseerd was op de mening van een getuige-deskundige. Op 14 februari 2006, maakte Lord Goldsmith, de Attorney General bekend dat drie van deze zaken herbeoordeeld moesten worden, maar het grootste deel gaf geen reden tot twijfel.